# Caramel (песня Сюзанны Веги)
«Caramel» — песня американской певицы и автора-исполнителя Сюзанны Веги. Она была выпущена в апреле 1996 года лейблом A&M Records в качестве лид-сингла её пятого студийного альбома Nine Objects of Desire и использована в американском романтическом комедийном фильме «Правда о кошках и собаках». Песня была написана Вегой и спродюсирована Митчеллом Фрумом. Режиссером клипа на песню выступил Чарльз Виттенмайер.

## История
До своего выхода на Nine Objects of Desire песня «Caramel» была использована в фильме «Правда о кошках и собаках» (The Truth About Cats & Dogs) и сопутствующем саундтреке к нему в апреле 1996 года. Вега вспоминала, как к ней обратились создатели фильма и как они решили использовать «Caramel» в фильме: «Когда я увидела сцену, я подумала, что „Caramel“ — подходящая песня. Я уже написала основную идею песни, и мы находились в процессе ее записи, когда мне позвонили. Затем мы подкорректировали часть песни, чтобы она подходила для фильма». С точки зрения A&M Records, использование «Caramel» в фильме было способом представить Вегу после ее трехлетнего отсутствия на музыкальной сцене. В США и Великобритании «Caramel» была выпущена как промо-сингл из саундтрека, а затем как сингл в Европе из альбома Nine Objects of Desire. Песня также использовалась в трейлере к американскому романтическому драматическому фильму 2004 года Близость.

## Отзывы
Ларри Флик из Billboard отметил: «Этот мягкий морс показывает Вегу в редкой форме, когда она взбивает знойную, лаунжевую мелодию, пронизанную её мягким тёплым вокалом. Отличная аранжировка включает в себя приглушённые рожки, струнные и бонго». В рецензии на Nine Objects of Desire Дайна Дарзин из Cash Box сочла, что в песне «чувствуется почти латинская вибрация и мягкая оркестровка». Элиса Гарднер из Los Angeles Times написала: «В „Caramel“ чувствуется босса-нова, а лилейные флейты и приглушённые трубы добавляют нюансы».

## Список треков
CD-сингл (European release)
1. «Caramel» (LP Version) — 2:55
2. «Small Blue Thing» — 3:54

CD single (European release #2)
1. «Caramel» (LP Version) — 2:55
2. «Luka» (Spanish Version) — 3:49
3. «Story of Isaac» — 4:08
4. «As Girls Go» — 3:25

CD single (UK promo)
1. «Caramel» (LP Version) — 2:55

CD single (US promo)
1. «Caramel» — 2:55